# Callionymus colini
Callionymus colini är en fiskart som beskrevs av Fricke, 1993. Callionymus colini ingår i släktet Callionymus och familjen sjökocksfiskar. Inga underarter finns listade.